# Äänekoski

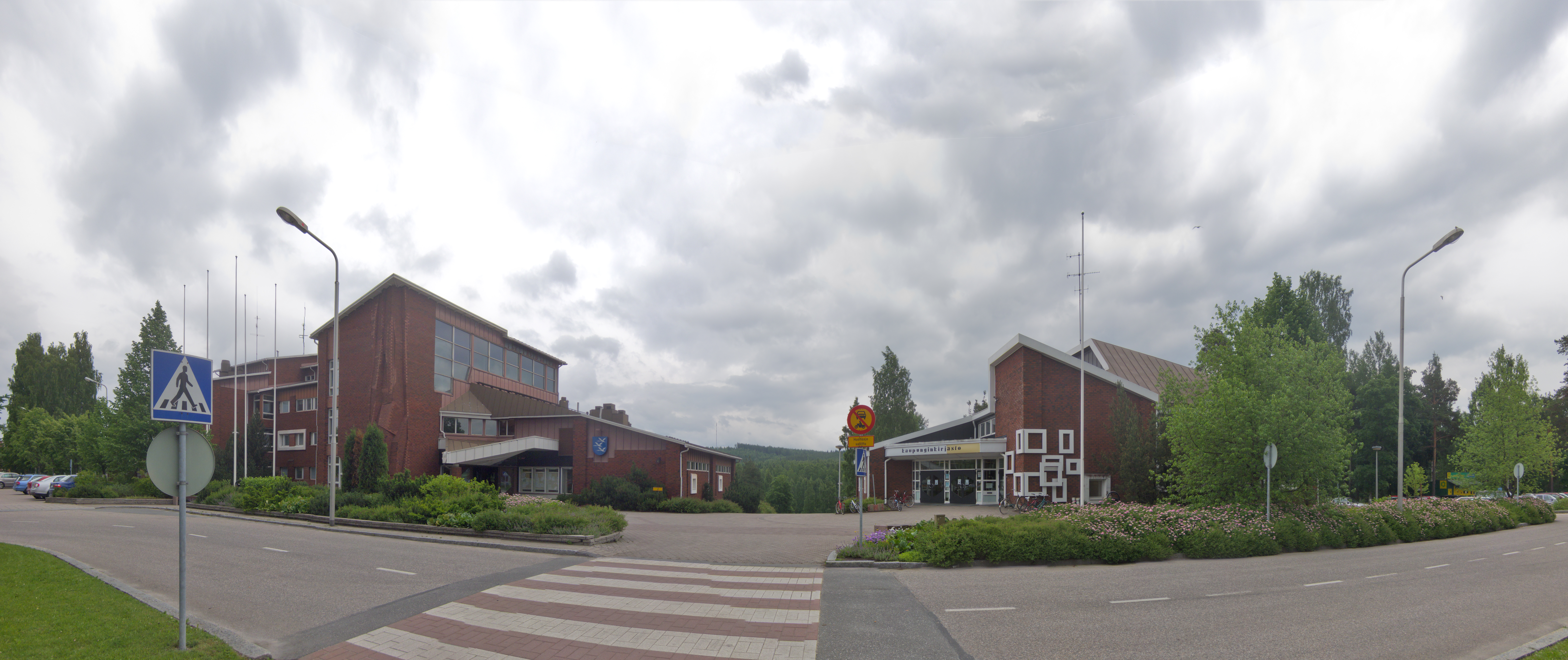
Äänekoskis rådhus och bibliotek.

Äänekoski är en stad och kommun i landskapet Mellersta Finland. Äänekoski har 18 318 invånare och har en yta på 1 138,38 km², varav 884,49 km² är landområden.
Äänekoski är enspråkigt finskt.

## Historia

### Kommunen grundas och splittras
Den blivande kommunen Äänekoski låg avsides i utkanten av Laukas kommun. Grundandet av pappersbruket Äänekoski Aktiebolag år 1896 och öppnandet av järnvägslinjen från Jyväskylä till Suolahti år 1897 ledde till tätortsbebyggelse i Äänekoski resp. Suolahti. Samtidigt föddes tanken om grundandet av en egen kommun. Enligt Senatens beslut grundades Äänekoski kommun den 1 januari 1912 genom en sammanslagning av områden från Laukas och Saarijärvi kommuner.
Utvecklingen av tätorterna i gamla Äänekoski på 1920-talet ledde till tankar om grundandet av köpingen Äänekoski-Suolahti. Planen förverkligades aldrig på grund av avsaknaden av gemensam vilja samt på grund av det geografiska läget. Tätorterna bands samman av ett 9 km långt näs mellan sjöarna Keitele och Kuhnamo. Senare grupperade sig de olika intresseorganisationerna i kommunen. Tre ansökningar om en splittring av kommunen skickades till statsrådet år 1926. Inrikesministeriet beordrade senare att de nya kommunerna skulle bildas den 1 januari 1932. Vid splittringen uppstod förutom köpingarna Suolahti och Äänekoski även kommunen Äänekoski landskommun. Antalet invånare i köpingen Äänekoski var cirka 3 100 (1932) och landarealen var cirka 43 km² .

### Kommunsammanslagningar

#### År 1969
Köpingen Äänekoski och kommunen Äänekoski landskommun sammanslogs den 1 januari 1969 till den nya köpingen Äänekoski.

#### År 1993
Staden Äänekoski och kommunen Konginkangas sammanslogs den 1 januari 1993 till den nya staden Äänekoski.

#### År 2007
Städerna Äänekoski och Suolahti samt kommunen Sumiainen sammanslogs den 1 januari 2007 till den nya kommunen Äänekoski. Äänekoski hade före sammanslagningen 13 668 invånare (31.12.2005) resp. 13 676 (31.12.2006) och hade en yta på 763 km², varav 597,39 km² var landområden.

## Politik

### Mandatfördelning i Äänekoski kommun, valen 1976–2021
| 11 | 11 |  | 6 |  | 5 |

| 10 | 13 | 6 | 2 | 4 |

| 10 | 13 | 7 |  | 4 |

| 10 | 12 | 6 | 2 | 5 |

| 9 | 13 | 7 |  | 5 |

| 7 | 10 | 4 | 10 |  | 3 |

| 7 | 10 | 3 |  | 9 | 2 | 3 |

| 6 | 11 | 3 | 8 | 2 | 5 |

| 23 | 12 |

| 8 | 13 | 3 | 3 | 9 | 3 | 4 |

| 27 | 16 |

| 7 | 12 | 2 | 7 | 8 | 3 | 4 |

| 31 | 12 |

| 10 | 12 | 3 | 5 | 8 | 2 | 3 |

| 27 | 16 |

| 8 | 11 | 2 | 8 | 8 | 2 | 4 |

| 24 | 19 |

## Befolkningsutveckling
| Befolkningsutvecklingen i Äänekoski stad 1975–2020                                                           | Befolkningsutvecklingen i Äänekoski stad 1975–2020 | Befolkningsutvecklingen i Äänekoski stad 1975–2020 | Befolkningsutvecklingen i Äänekoski stad 1975–2020 | Befolkningsutvecklingen i Äänekoski stad 1975–2020 |
| --- | -------------------------------------------------- | -------------------------------------------------- | -------------------------------------------------- | -------------------------------------------------- |
| |                                                    |                                                    |                                                    |                                                    |
| År |                                                    |                                                    | Folkmängd                                          |                                                    |
| 1975 | 1975                                               |                                                    | 20 126                                             |                                                    |
| 1980 | 1980                                               |                                                    | 20 450                                             |                                                    |
| 1985 | 1985                                               |                                                    | 20 743                                             |                                                    |
| 1990 | 1990                                               |                                                    | 21 121                                             |                                                    |
| 1995 | 1995                                               |                                                    | 21 129                                             |                                                    |
| 2000 | 2000                                               |                                                    | 20 713                                             |                                                    |
| 2005 | 2005                                               |                                                    | 20 345                                             |                                                    |
| 2010 | 2010                                               |                                                    | 20 244                                             |                                                    |
| 2015 | 2015                                               |                                                    | 19 646                                             |                                                    |
| 2020 | 2020                                               |                                                    | 18 577                                             |                                                    |
| Anm: Uppgifterna avser förhållandena den 31 december nämnda år enligt områdesindelningen den 1 januari 2022. |                                                    |                                                    |                                                    |                                                    |

## Kultur

Stadsvapnet åren 1955–2006.

### Stadsvapnet
Vapnet i Äänekoski togs i bruk år 1955. Vid kommunsammanslagningen den 1 januari 2007 ersattes vapnet av Suolahtis kommunvapen.

### Kända personer från Äänekoski
- Jorma Kinnunen, spjutkastare, OS-medaljör
- Kimmo Kinnunen, spjutkastare, VM-guldmedaljör